# Gallone
     Litro
     Gallone statunitense
     Gallone imperiale
     Nessun dato

Unità di misura della benzina utilizzate nel mondo:
Litro
Gallone statunitense
Gallone imperiale
Nessun dato

Con il termine «gallone» (abbreviato gal) si identificano alcune unità di misura di capacità utilizzate generalmente per i liquidi. Il gallone non fa parte del Sistema internazionale di unità di misura, ma è tuttora comunemente utilizzato, pur con valori differenti, in paesi come Regno Unito, dove si ha il «gallone imperiale» e Stati Uniti d'America, dove si usa il «gallone statunitense ».
In un gallone sono presenti 4 «quarti», ciascuno dei quali contiene 2 «pinte» (per un totale di 8 pinte per gallone). La successiva suddivisione in once liquide è invece diversa tra gallone imperiale (20 once liquide per pinta) e gallone statunitense (16 once liquide per pinta).

## Storia
Essendo una unità di misura di capacità, e quindi di volume, era originariamente impiegata anche per la misura di prodotti agricoli, in particolare granaglie («corn gallon», «gallone da grano» o «dry gallon», «gallone secco»).
Durante i secoli la definizione di gallone è stata più volte aggiornata dalle autorità competenti, e questo ha portato a diverse definizioni nel tempo in diversi luoghi, fino ad avere ai giorni nostri essenzialmente due standard, il gallone americano ed il gallone imperiale.
Alla fine del XVIII secolo, nel Regno Unito si avevano essenzialmente 3 diversi tipi di gallone:
- Il corn gallon o Winchester gallon, di circa 268,8 pollici cubi (≈ 4,405 L)
- Il wine gallon («gallone da vino»), o Queen Anne's gallon, che era 231 pollici cubi (≈ 3,79 L),
- Il cosiddetto ale gallon («gallone da birra») di 282 pollici cubi (≈ 4,62 L).

Nel tempo, gli Stati Uniti hanno adottato come US gallon un valore molto simile allo storico wine gallon, mentre il Regno Unito ha adottato un valore molto vicino allo storico ale gallon.

## Gallone statunitense
Negli Stati Uniti si usa il gallone americano (U.S. gal) o U.S. liquid gallon:
- 1 U.S. liquid gallon = 3,785411784 L
- 1 U.S. liquid gallon = 0,832674 Imp gal

Al 2005 il gallone statunitense continua a essere comunemente usato come unità di misura in:
- Colombia
- Repubblica Dominicana
- Ecuador
- El Salvador
- Guatemala
- Haiti
- Honduras
- Liberia
- Nicaragua
- Panama
- Perù
- Porto Rico
- Stati Uniti d'America

Esiste anche una variante definita U.S. dry gallon, che è l'ottava parte di 1 U.S. bushel.

## Gallone imperiale
Nel Regno Unito si utilizza, insieme al litro, anche il gallone imperiale (Imp gal) o gallone inglese:
- 1 Imp gal = 4,54609 L
- 1 Imp gal = 1,200499 U.S. gal